# فرودگاه مکزیکو فارمز
فرودگاه مکزیکو فارمز (به انگلیسی: Mexico Farms Airport) یک فرودگاه همگانی است . این فرودگاه در کشور ایالات متحده آمریکا قرار دارد و در ارتفاع ۱۸۵ متری از سطح دریا واقع شده‌است.